# Lagares (Felgueiras)

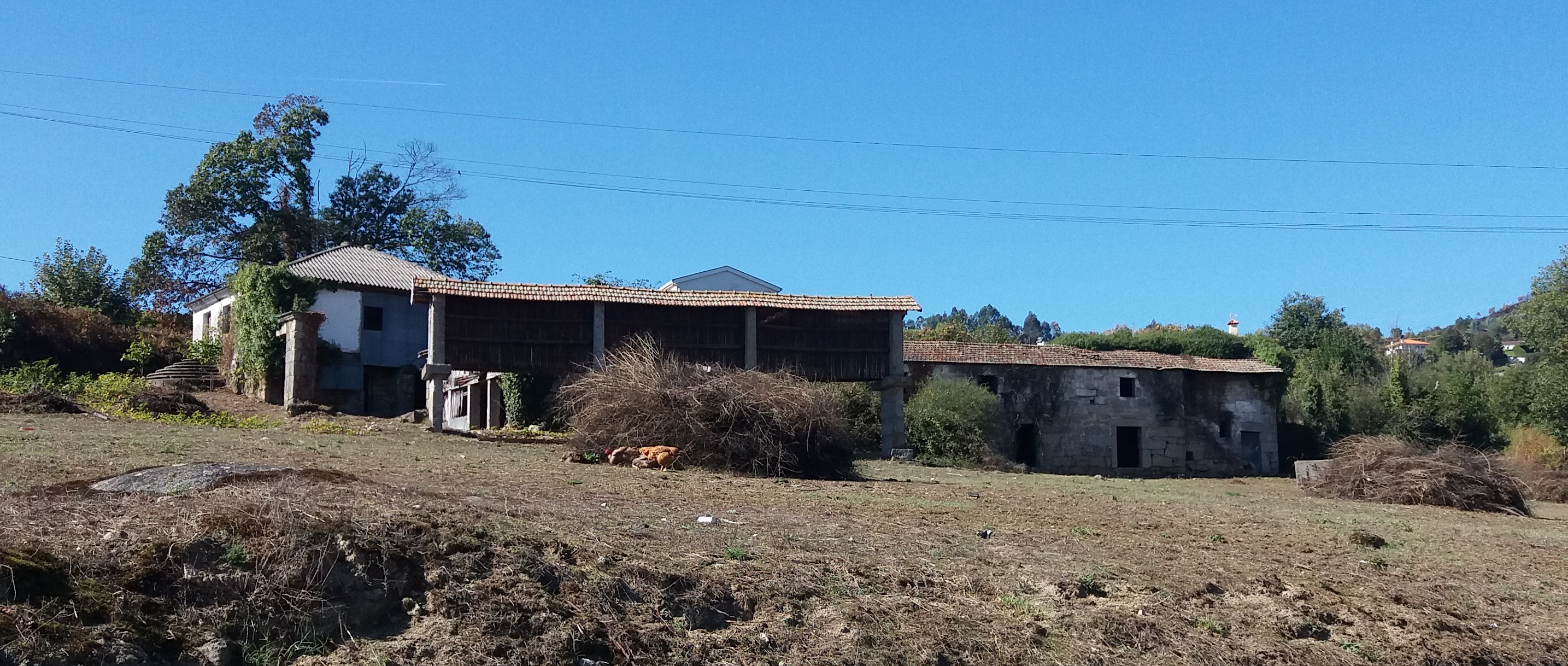
Antiga Casa Rural Lagares

Lagares é uma localidade portuguesa do Município de Felgueiras que foi sede da extinta Freguesia de Lagares, freguesia que tinha 2,85 km² de área e 2 320 habitantes (2011), e, por isso, uma densidade populacional de 814 hab/km².
A Freguesia de Lagares foi extinta em 2013, no âmbito de uma reforma administrativa nacional, para, em conjunto com as Freguesias de Margaride, Várzea, Varziela e Moure, formar uma nova freguesia denominada União das Freguesias de Margaride (Santa Eulália), Várzea, Lagares, Varziela e Moure com a sede em Margaride..

## População
| População da freguesia de Lagares | População da freguesia de Lagares | População da freguesia de Lagares | População da freguesia de Lagares | População da freguesia de Lagares | População da freguesia de Lagares | População da freguesia de Lagares | População da freguesia de Lagares | População da freguesia de Lagares | População da freguesia de Lagares | População da freguesia de Lagares | População da freguesia de Lagares | População da freguesia de Lagares | População da freguesia de Lagares | População da freguesia de Lagares |
| --------------------------------- | --------------------------------- | --------------------------------- | --------------------------------- | --------------------------------- | --------------------------------- | --------------------------------- | --------------------------------- | --------------------------------- | --------------------------------- | --------------------------------- | --------------------------------- | --------------------------------- | --------------------------------- | --------------------------------- |
| 1864                              | 1878                              | 1890                              | 1900                              | 1911                              | 1920                              | 1930                              | 1940                              | 1950                              | 1960                              | 1970                              | 1981                              | 1991                              | 2001                              | 2011                              |
| 554                               | 589                               | 622                               | 609                               | 641                               | 520                               | 756                               | 861                               | 1 150                             | 1 311                             | 1 696                             | 1 992                             | 2 171                             | 2 526                             | 2 320                             |

| Distribuição da População por Grupos Etários | Distribuição da População por Grupos Etários | Distribuição da População por Grupos Etários | Distribuição da População por Grupos Etários | Distribuição da População por Grupos Etários | Distribuição da População por Grupos Etários | Distribuição da População por Grupos Etários | Distribuição da População por Grupos Etários | Distribuição da População por Grupos Etários | Distribuição da População por Grupos Etários |
| -------------------------------------------- | -------------------------------------------- | -------------------------------------------- | -------------------------------------------- | -------------------------------------------- | -------------------------------------------- | -------------------------------------------- | -------------------------------------------- | -------------------------------------------- | -------------------------------------------- |
| Ano                                          | 0-14 Anos                                    | 15-24 Anos                                   | 25-64 Anos                                   | > 65 Anos                                    |                                              | 0-14 Anos                                    | 15-24 Anos                                   | 25-64 Anos                                   | > 65 Anos                                    |
| 2001                                         | 568                                          | 427                                          | 1 293                                        | 238                                          |                                              | 22,5%                                        | 16,9%                                        | 51,2%                                        | 9,4%                                         |
| 2011                                         | 369                                          | 342                                          | 1 290                                        | 319                                          |                                              | 15,9%                                        | 14,7%                                        | 55,6%                                        | 13,8%                                        |